# Bring It Back Alive
| Recensione | Giudizio |
| ---------- | -------- |
| AllMusic   |          |

Bring It Back Alive è un doppio album live degli Outlaws, pubblicato dalla Arista Records nel 1978. Il disco fu registrato dal vivo in differenti città: il 9 settembre 1977 all'Aragon Ballroom di Chicago (Illinois), il 1 novembre 1977 al Santa Monica Civic Center di Los Angeles (California), il 4 novembre 1977 a San Diego (California), il 13 novembre 1977 al Florida Bicentennial Park di Miami (Florida).

## Tracce
Lato A
1. Introduction (Relay Breakdown) – 1:06
2. Stick Around for Rock N' Roll – 9:10 (Hughie Thomasson)
3. Lover Boy – 4:11 (Hughie Thomasson)
4. There Goes Another Love Song – 4:19 (Hughie Thomasson, Monte Yoho)

Lato B
1. Freeborn Man – 5:34 (Mark Lindsey, Keith Allison)
2. Prisoner – 7:17 (Billy Jones)
3. I Hope You Don't Mind – 5:19 (Freddie Salem)

Lato C
1. Song for You – 3:35 (Hughie Thomasson, Billy Jones)
2. Cold and Lonesome – 3:33 (Harvey Dalton Arnold)
3. Holiday – 4:40 (Billy Jones)
4. Hurry Sundown – 4:21 (Hughie Thomasson)

Lato D
1. Green Grass and High Tides – 20:20 (Hughie Thomasson)

## Formazione
- Hughie Thomasson - chitarra solista, voce
- Billy Jones - chitarra solista, voce
- Freddie Salem - chitarra solista, voce
- Harvey Dalton Arnold - basso, voce
- Monte Yoho - percussioni, batteria
- David Pix - percussioni, batteria[1][5]